# Leucothyreus remigius
Leucothyreus remigius är en skalbaggsart som beskrevs av Ohaus 1918. Leucothyreus remigius ingår i släktet Leucothyreus och familjen Rutelidae. Inga underarter finns listade i Catalogue of Life.